# 先生!
『先生!』（せんせい）は、河原和音による日本の漫画。『別冊マーガレット』（集英社）において、1996年から2003年まで連載された。単行本は集英社のマーガレットコミックスから全20巻。文庫コミックも同社から全11巻が刊行されている。高校生・島田響と同じ学校の教師・伊藤稲作との恋愛を、受験・親友・ライバルの出現と絡めて描いている。2017年に映画化された。

## あらすじ
主人公の今まで生きてきた人生で恋をしたことがない女子高生・島田響が教師・伊藤稲作に恋に落ちたことで、その後の恋愛模様を描いた作品。

## 登場人物
担当声優はドラマCD版での配役。俳優は実写映画版での配役。
島田 響（しまだ ひびき）
声 - 小松里賀 / 演 - 広瀬すず
主人公。弓道部員。教師の伊藤と付き合うようになる。嘘が下手で、すぐにばれる。身長163センチメートル。体重46キログラム。血液型A型。
伊藤 稲作（いとう いなさく）
声 - 置鮎龍太郎 / 演 - 生田斗真
社会科（世界史）教師。元彼女と別れてから女性不信に陥り、響に告白されるも心を開かずにいたが、響の想いに動かされて付き合うようになる。身長が170センチメートルで、響いわく「電柱みたい」。9月12日生まれ。血液型AB型。
千草 恵（ちぐさ めぐみ）
声 - 木村亜希子 / 演 - 森川葵
響の親友。弓道部員。好きな人がころころと変わる。渚と付き合うようになる。
河合 浩介（かわい こうすけ）
声 - 石川英郎 / 演 - 竜星涼
響の親友。弓道部部長。プライドが高く、自分が女子からもてる事を自覚している。学校の成績も良い。中島のことを好きになる。
中島 幸子（なかじま さちこ）
声 - 甲斐田ゆき / 演 - 比嘉愛未
美術教師。伊藤に告白するも振られる。それからは響と伊藤の恋を応援し、相談にも乗ってくれる理解者になる。中学生のころの失恋が原因で心を閉ざしてきたが、浩介の本気の気持ちに、徐々に自分らしさを取り戻していく。
渡辺 渚（わたなべ なぎさ）
響や千草の二年後輩。弓道部員。初めは響のことを好きになるが、後に千草のことを好きになり、付き合うようになる。

## 書誌情報
- 河原和音 『先生!』 集英社 〈マーガレットコミックス〉、全20巻
  1. 1997年03月24日発行、ISBN 4-08-848630-7
  2. 1997年08月30日発行、ISBN 4-08-848696-X
  3. 1997年11月30日発行、ISBN 4-08-848734-6
  4. 1998年03月30日発行、ISBN 4-08-848785-0
  5. 1998年06月30日発行、ISBN 4-08-848823-7
  6. 1998年10月28日発行、ISBN 4-08-848875-X
  7. 1999年03月02日発行、ISBN 4-08-847028-1
  8. 1999年07月28日発行、ISBN 4-08-847093-1
  9. 1999年11月30日発行、ISBN 4-08-847144-X
  10. 2000年04月30日発行、ISBN 4-08-847212-8
  11. 2000年07月30日発行、ISBN 4-08-847254-3
  12. 2000年12月20日発行、ISBN 4-08-847321-3
  13. 2001年04月30日発行、ISBN 4-08-847366-3
  14. 2001年08月29日発行、ISBN 4-08-847410-4
  15. 2002年01月30日発行、ISBN 4-08-847465-1
  16. 2002年05月24日発行、ISBN 4-08-847508-9
  17. 2002年09月28日発行、ISBN 4-08-847552-6
  18. 2003年03月02日発行、ISBN 4-08-847603-4
  19. 2003年05月23日発行、ISBN 4-08-847633-6
  20. 2003年10月29日発行、ISBN 4-08-847677-8
- 河原和音 『先生!』 〈集英社文庫〉、全11巻
  1. 2006年8月10日発行、ISBN 4-08-618503-2
  2. 2006年8月10日発行、ISBN 4-08-618504-0
  3. 2006年10月18日発行、ISBN 4-08-618505-9
  4. 2006年10月18日発行、ISBN 4-08-618506-7
  5. 2006年12月14日発行、ISBN 4-08-618507-5
  6. 2006年12月14日発行、ISBN 4-08-618508-3
  7. 2007年2月16日発行、ISBN 978-4-08-618509-7
  8. 2007年2月16日発行、ISBN 978-4-08-618510-3
  9. 2007年4月18日発行、ISBN 978-4-08-618511-0
  10. 2007年4月18日発行、ISBN 978-4-08-618512-7
  11. 2007年6月15日発行、ISBN 978-4-08-618513-4

### ドラマCD
- 先生! サウンドストーリー 2003年06月25日発売

### 小説
- 原作：河原和音、著者：岡本千紘 『映画ノベライズ 先生! 、、、好きになってもいいですか?』 〈集英社オレンジ文庫〉、全1巻
  - 2017年09月20日発売[3]、ISBN 978-4-08-680149-2
- 原作：河原和音、著者：はのまきみ、脚本：岡田麿里 『先生! 、、、好きになってもいいですか? 映画ノベライズ みらい文庫版』 〈集英社みらい文庫〉、全1巻
  - 2017年09月22日発売[4]、ISBN 978-4-08-321394-6

### 単行本未収録作品
- 先生!スピンオフ[5]（『別冊マーガレット』2017年11月号）

## 映画
『先生!、、、好きになってもいいですか?』（せんせい すきになってもいいですか）のタイトルで2017年10月28日に公開。監督は三木孝浩。

### キャスト
- 藤岡 勇輔 - 健太郎[7]
- 関矢 正人 - 中村倫也[7]
- 島田 遼子 - 八木亜希子
- 羽柴 晶一 - 森本レオ

### スタッフ
- 原作 - 河原和音『先生!』（集英社文庫コミック版）
- 監督 - 三木孝浩
- 脚本 - 岡田麿里[8]
- 音楽 - mio-sotido
- 主題歌 - スピッツ「歌ウサギ」（UNIVERSAL J）
- エグゼクティブプロデューサー - 高橋雅美、平野隆
- プロデューサー - 濱名一哉、幾野明子
- 共同プロデューサー - 田口生己、辻本珠子、山本礼二
- 撮影 - 山田康介
- 照明 - 木村匡博
- 美術 - 花谷秀文
- 装飾 - 西尾共未
- 録音 - 矢野正人
- 音響効果 - 伊藤瑞樹
- 編集 - 伊藤潤一
- スクリプター - 古保美友紀
- VFXスーパーバイザー - 鎌田康介
- ヘアメイク - 百瀬広美
- スタイリスト - 望月恵
- キャスティング - 田端利江
- 助監督 - 猪腰弘之
- 制作担当 - 相川真範
- 企画協力 - 集英社「別冊マーガレット」編集部（今井孝昭、小野淳平、吉川裕里子）
- 製作委員会統括 - 山田邦雄、吉田尚子、藤島ジュリーK.、出來由紀子、木下暢起、佐藤義比古、竹田青滋、国貞泰生、植山信一、荒波修、林誠
- 配給 - ワーナー・ブラザース映画
- 制作プロダクション - ドラゴンフライエンタテインメント
- 製作幹事 - ワーナー・ブラザース映画、TBSテレビ
- 製作 - 映画「先生!」製作委員会（ワーナー・ブラザース映画、TBSテレビ、ジェイ・ストーム、フォスター・プラス、集英社、CBCテレビ、毎日放送、北海道放送、RKB毎日放送、GYAO、東急エージェンシー）

### テレビ放送
| 回数 | テレビ局 | 番組名（放送枠名） | 放送日            | 放送時間    | 放送分数 | 視聴率 | 備考                      |
| ---- | -------- | ------------------ | ----------------- | ----------- | -------- | ------ | ------------------------- |
| 1    | TBS      | （なし）           | 2020年3月10日(火) | 2:05 - 4:05 | 120分    | 0.8%   | 地上波初放送 関東ローカル |

- 視聴率はビデオリサーチ調べ、関東地区・世帯・リアルタイム。